# Mexická drogová válka
Mexická drogová válka je označení pro ozbrojený konflikt, který se od roku 2006 odehrává mezi mexickou vládou a zároveň několika tamními drogovými kartely, které se snaží ovládnout co nejvíce území a získat tak kontrolu nad vývozem drog do sousedních Spojených států.

## Vyhlášení války
Válku proti drogovým kartelům v Mexiku vyhlásil prezident Felipe Calderón krátce po svém nástupu do úřadu roku 2006. Do boje nasadil až 50 000 mexických vojáků.

## Drogové kartely
Současně působí v Mexiku minimálně 7 drogových kartelů, z nichž největší je kartel Sinaloa, který působí ve 47 státech a je zároveň největším drogovým kartelem v Latinské Americe. Ještě před rokem 2002 byl však nejsilnějším kartelem Golfo, jehož význam se od smrti jeho zakladatele Juana Nepomuceno Guerra zmenšuje. O území současně bojují i kartely Los Zetas, které dříve spolu spolupracovaly. Mimo jiné spolu válčí i Sinaloa s kartelem Juárez, který se specializuje na přepravu drog mezi Ciudad Juárez, největším městem ve státě Chihuahua a El Pasem v sousedním Texasu. Existuje však i několik menších uskupení. Některé kartely občas tvoří koalici a stojí tak proti ostatním.

### Seznam kartelů

Mapa Mexika a jeho území ovládané jednotlivými kartely (květen 2010):
kartel Tijuana
kartel Beltrán-Leyva
kartel Sinaloa
kartel Juárez
kartel La Familia Michoacana
kartel Golfo
kartel Los Zetas
Sporné oblasti

| Název kartelu         | Vůdce                          | Rok založení |
| --------------------- | ------------------------------ | ------------ |
| Los Zetas             | Heriberto Lazcano              | 1999         |
| Golfo                 | Jorge Eduardo Costilla Sanchéz | 70. léta     |
| Sinaloa               | Juaquin Guzman Lorea           | 1989         |
| Tijuana               | Luis Fernando Sanchéz Arellano | 1989         |
| Juárez                | Vincente Carrillo Fuentes      | 70. léta     |
| Beltrán-Leyva         | Hector Beltran-Leyva           | 2008         |
| La Familia Michoacana | José Mendez Vargas             | 2006         |

## Korupce ve vládě

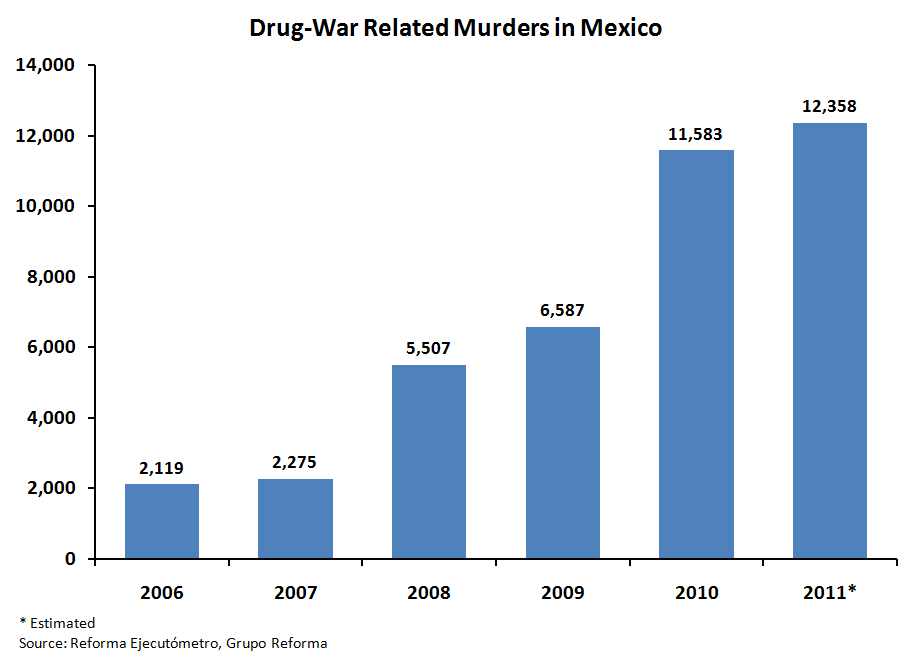
Graf počtu obětí od roku 2006

Jedním z problémů v boji proti drogovým kartelům je korupce ve vládě od nejvyšších pozic po nejnižší. Často je také vnímána korupce policistů, vojáků či soudců, z nichž většina nabídku peněz příjme.

## Oběti
K roku 2010 stoupl počet obětí drogové války k více než 15 000, z nichž většina přišla o život během popravy či krvavých přestřelek, mezi nimiž byli členové kartelů, policisté, soudci, politici včetně žen, dětí a novinářů. Kromě toho je několik lidí pohřešováno.

## Zatčení bossů

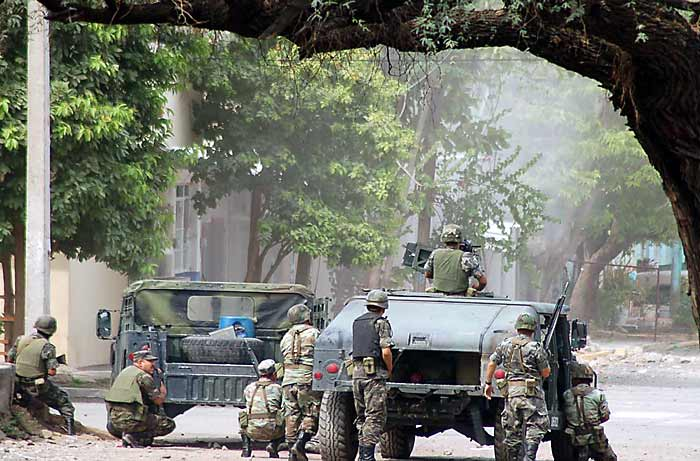
Mexická armáda při střetu v srpnu 2007

- Dne 27. září 2012 zatkla mexická policie Ivána Velásqueze Caballeru, který byl jedním z nejhledanějších bossů v Mexiku. Přezdívaný „El Talibán“ byl vůdcem kartelu Los Zetas.[6]
- Dne 12. září 2012 zatkla mexická policie Jorgeho Costillu, vůdce Golfského kartelu.[7]
- Dne 3. září 2012 zatkli příslušníci mexického vojenského námořnictva Gulf Maria Cárdenase Guillena přezdívaného „El Gordo“, vůdce Golfského kartelu.[8]
- Dne 1. srpna 2012 obvinila mexická policie tři mexické generály a jednoho podplukovníka z členství v drogovém kartelu Beltrán-Leyva.[9]
- Dne 15. července 2012 zatkla mexická policie bosse Gregoria Salase přezdívaného „car pirátství“, který byl v čele Los Zetas.[10]
- Dne 13. prosince 2011 zatkla mexická policie Raúla Fernándeze přezdívaného „El Lucky“, vůdce kartelu Los Zetas.[11]
- Dne 1. října 2011 zatkla mexická policie vysokého představitele José Antonia Acostu Hernández přezdívaného „El Diego“, který byl členem kartelu Juárez. Přiznal se k odpovědnosti 1500 vražd. Předem byla na něj vypsána odměna 1,3 milionů USD.[12]
- Dne 9. srpna 2011 zatkla kolumbijská policie Dolly Cifuentesovou přezdívanou „La Meno“, významnou představitelku kartelu Sinaloa.[13]
- Dne 5. července 2011 zatkla mexická policie Jesúse Aguilara přezdívaného „Mamito“, který je jedním ze zakladatelů a stál v čele kartelu Los Zetas.[14]
- Dne 21. června 2011 zatkla mexická policie José de Jesús Méndez Vargas přezdívaného „The Monkey“, bosse kartelu La Familia Michoacana zodpovědného za přepravu a prodej marihuany, kokainu a pervitinu.[15]